# U 190
U 190 war ein deutsches U-Boot vom Typ IX C/40, das während des Zweiten Weltkriegs von der Kriegsmarine eingesetzt wurde. Das Boot diente nach dem Krieg knapp zwei Jahre lang in der Royal Canadian Navy.

## Geschichte
Das Boot wurde am 7. Oktober 1941 von der Deschimag-Werft AG Weser in Bremen-Gröpelingen auf Kiel gelegt und am 8. Juni 1942 vom Stapel gelassen. Die Indienststellung unter Kapitänleutnant Max Wintermeyer erfolgte am 24. September 1942. Am 6. Juli 1944 wurde Wintermeyer durch Oberleutnant zur See Hans-Erwin Reith, welcher das Boot bis zum Kriegsende kommandierte, abgelöst.

### Einsätze
U 190 fuhr von August 1942 bis Februar 1943 als Ausbildungsboot bei der 4. U-Flottille in Stettin. Bis zum 30. August 1943 war es der 2. U-Flottille unterstellt, dann kam es zur 33. U-Flottille. U 190 absolvierte sechs Feindfahrten, auf denen zwei Schiffe mit einer Tonnage von 7605 BRT versenkt wurden. 
Im März 1943 war U 190 der U-Bootgruppe „Westmark“ zugeteilt, die südlich von Grönland Jagd auf den ostwärts laufenden Geleitzug SC 121 machte. Aus diesem Konvoi versenkte Kommandant Wintermeyer am 8. März das britische Frachtschiff Empire Lakeland (Lage) mit 7.015 BRT, eine Woche nachdem U 190 die Feindfahrt begonnen hatte. Die nächsten vier Patrouillen verliefen erfolglos.

### U 190vor Kanada
Die letzte Fahrt in Diensten der Kriegsmarine begann am 22. Februar 1945. Das Boot, ausgerüstet mit 14 Torpedos (sechs G7 mit Aufschlagzündern und acht akustischen G 7es), verließ Norwegen mit der Mission, alliierte Schiffe um Sable Island (ca. 180 km vor dem Festland) am Anlaufen des Hafens von Halifax zu hindern. Am 16. April lagen sie in der Nähe des Schiffes Sambro in Lauerstellung, als plötzlich Impulse des britischen Asdic-Sonars  zu hören waren.
Das Minenräumboot HMCS Esquimalt fuhr eine Routinepatrouille zum Schutze des Hafens. Die Besatzung missachtete allerdings jede vorgeschriebene Schutzmaßnahme gegen U-Boote: Sie fuhr nicht im Zick-Zack, sie hatte ihren Schlepptäuschkörper, der Störsignal zur Täuschung akustischer Torpedos aussendete, nicht ausgelegt und das Radar nicht aktiviert. Die Besatzung von U 190 war sich ihrer Enttarnung sicher und als die Esquimalt in ihre Richtung drehte, entschloss sich der Kommandant, umzukehren und aus dem Heckrohr einen akustischen Torpedo abzuschießen. Die Esquimalt erhielt einen Treffer an der Steuerbordseite und sank innerhalb von vier Minuten (Lage). Sie war damit das letzte kanadische Schiff, das im Zweiten Weltkrieg durch Feindeinwirkung verlorenging. Acht Besatzungsmitglieder gingen mit ihr unter, die restlichen Seeleute überlebten den Untergang zunächst. Das Schiff sank jedoch so schnell, dass kein Hilferuf ausgesendet werden konnte und somit keiner von dem Unglück wusste. Erst ungefähr acht Stunden später entdeckte die HMCS Sarnia die Überlebenden. Mittlerweile waren aber von den zuerst 44 noch lebenden Matrosen 18 der Wasserkälte oder der Erschöpfung zum Opfer gefallen. Somit blieben 26 Seeleute, die gerettet werden konnten.

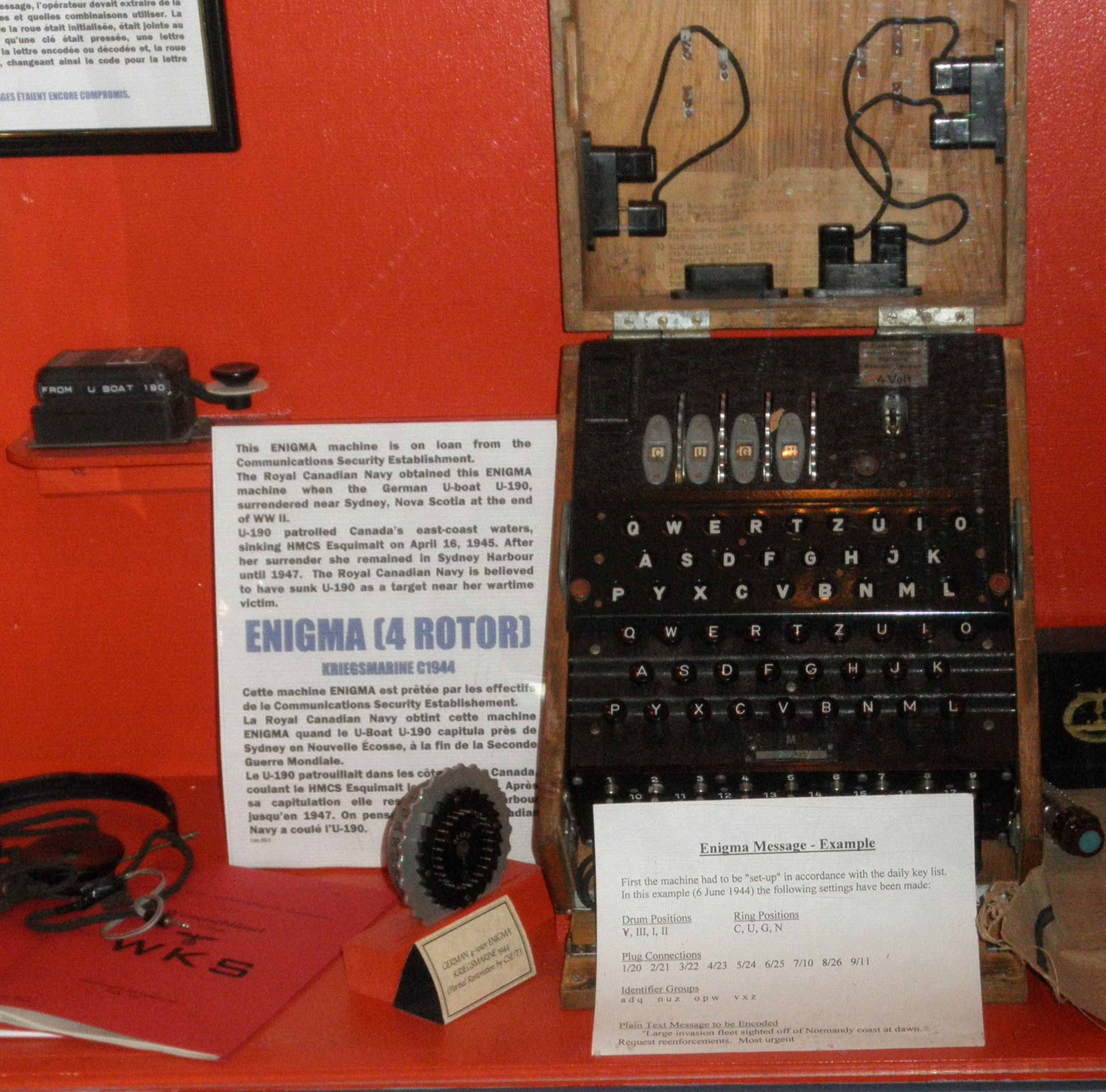
Die originale Morsetaste (links) wie auch die Schlüsselmaschine Enigma-M4 befinden sich heute im Military Communications and Electronics Museum. Unten links ist der Wetterkurzschlüssel (WKS) zu sehen.

U 190 verschwand aus dem Gebiet der Versenkung und blieb auf Patrouillenfahrt vor der kanadischen Küste, bis man den Kapitulationsbefehl Karl Dönitz’ vom 8. Mai erhielt. Das Boot traf am 11. Mai knapp 800 km vor Kap Race (Neufundland) auf kanadische Korvetten und Oblt.z.S. Reith unterzeichnete ein Dokument über die bedingungslose Kapitulation des Bootes mit seiner Mannschaft und ging in Gefangenschaft. Mit der Parlamentärsflagge über dem Boot wehend, fuhr man am 14. Mai unter dem Kommando von Lieutenant F.S. Burbridge nach Bay Bulls, Neufundland. Die Kriegsgefangenen wurden nach Halifax gebracht.
U 190 wurde formell in die Royal Canadian Navy übernommen. Ihre erste Aufgabe im Sommer 1945 war eine zeremonielle Tour durch Städte entlang des Sankt-Lorenz-Stroms und des Golfs von St. Lorenz mit Stopps in Montréal, Trois-Rivières, Québec-Stadt, Gaspé, Pictou und Sydney. Zurück in Halifax, begann es seinen anderthalbjährigen Dienst als Anti-U-Boot-Übungsschiff.

### Die letzte Fahrt vonU 190
U 190 wurde am 24. Juli 1947 ausgemustert, hatte aber noch eine letzte Aufgabe zu erfüllen:
Das offizielle Ziel der „Operation Scuttled“ (dt.: ruiniert bzw. abgewrackt) war die Ausbildung von Rekruten, die nicht mehr am Krieg teilnahmen, in der Kunst des Gefechts der verbundenen Waffen im Bereich der Marine. In grellen roten und gelben Streifen lackiert wurde U 190 zu dem Punkt, wo die Esquimalt gesunken war, gezogen und am 21. Oktober 1947 um 11:00 h unter Feuer genommen. Die Übung war als Demonstration der Feuerkraft gedacht, die mit dem Abfeuern von Raketen begann und im massiven Beschuss durch 4.7-Inch-Kanonen und einer Wasserbombe gipfelte. Unter der Beobachtung von zahlreichen Reportern und Photographen und den Kriegsschiffen HMCS New Liskeard, HMCS Nootka und HMCS Haida begannen die Marineflieger ihren Angriff mit acht Seafires, acht Fireflies, zwei Avro Ansons und zwei Swordfish. U 190 sank kaum 20 Minuten nach Beginn der Übung.

## Sonstiges
Vor der Unternehmung war das Sehrohr von U 190 abmontiert worden. Im Jahr 1963 wurde es im Krähennest des Offiziersclubs in St. John’s, Neufundland, installiert. Nachdem es viele Jahre dem Wetter ausgesetzt gewesen und fast nutzlos geworden war, wurde es abmontiert und repariert. In einer feierlichen Zeremonie wurde es am 22. Oktober 1998 wieder in Dienst gestellt und blickt nun wieder auf die Water Street in St. John’s.
Am 18. Januar 2006 berichtete das Edmonton Journal, dass ein Team von Tauchern aus Alberta die Suche nach U 190 und einem weiteren Boot, dem U 520, aufnehmen will.